# Bernd Hölzenbein
Bernd Hölzenbein (9. březen 1946 Dehrn – 15. dubna 2024) byl německý fotbalista. Hrával na pozici záložníka, nebo útočníka.
S německou reprezentací získal zlatou medaili na mistrovství světa 1974 a stříbro z mistrovství Evropy 1976. Zúčastnil se též mistrovství světa 1978. Celkem za národní tým odehrál 40 utkání, v nichž vstřelil 5 branek.
S Eintrachtem Frankfurt vyhrál Pohár UEFA 1979/80. Třikrát s Frankfurtem rovněž vybojoval německý pohár (1973/74, 1974/75, 1980/81). V Bundeslize s ním dosáhl nejvýše na třetí příčku (1974/75). V Bundeslize odehrál 420 zápasů, v nichž vstřelil 160 gólů. V historické tabulce střelců ho to řadí na 12. místo.